# 奧古斯托·拉德馬克
奧古斯托·哈曼·拉德馬克·格魯內瓦爾德（Augusto Hamann Rademaker Grünewald，1905年5月11日—1985年9月13日），巴西軍人、政治家。巴西海軍上將軍銜。於1969年與奧雷利奧·德·里拉及馬斯奧·美羅組成巴西军政府主席團，並於8月31日至10月30日期間任军政府主席，後擁立奧米利奧·梅迪西成為總統，並在他當政期間成為副總統。他有德國和丹麥的血統。